# Энгольсайм
Энгольсайм (фр. Ingolsheim) — коммуна на северо-востоке Франции в регионе Гранд-Эст (бывший Эльзас — Шампань — Арденны — Лотарингия), департамент Нижний Рейн, округ Агно-Висамбур, кантон Висамбур. До марта 2015 года коммуна административно входила в состав упразднённого кантона Сульц-су-Форе (округ Висамбур).

## Географическое положение

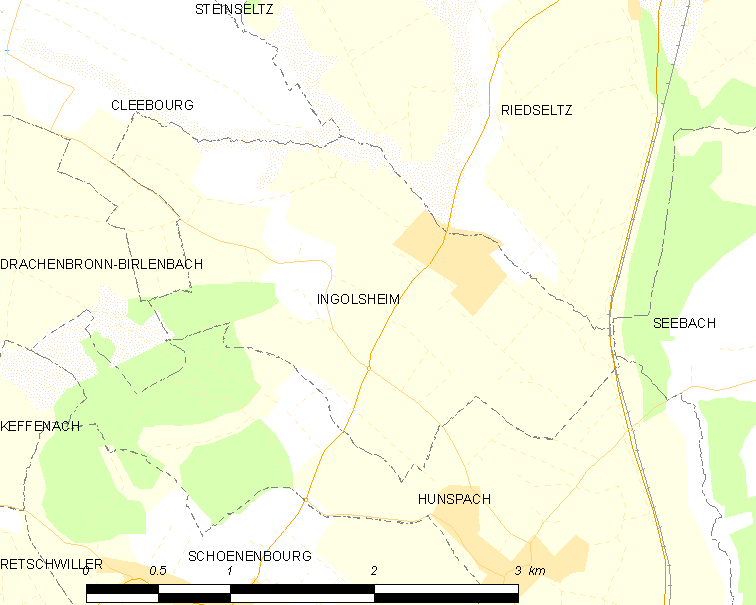
На карте

Коммуна расположена на расстоянии около 410 км на восток от Парижа и в 50 км севернее Страсбура.
Площадь коммуны — 4,46 км², население — 285 человек (2006) с тенденцией к стабилизации: 284 человека (2013), плотность населения — 63,7 чел/км².

## Население
Население коммуны в 2011 году составляло 286 человек, в 2012 году — 285 человек, а в 2013-м — 284 человека.
| 1962 | 1968 | 1975 | 1982 | 1990 | 1999 | 2006 | 2008 | 2011 | 2012 | 2013 |
| ---- | ---- | ---- | ---- | ---- | ---- | ---- | ---- | ---- | ---- | ---- |
| 204  | 204  | 198  | 199  | 250  | 269  | 285  | 288  | 286  | 285  | 284  |

Динамика населения:

## Экономика
В 2010 году из 179 человек трудоспособного возраста (от 15 до 64 лет) 144 были экономически активными, 35 — неактивными (показатель активности 80,4 %, в 1999 году — 69,9 %). Из 144 активных трудоспособных жителей работали 137 человек (74 мужчины и 63 женщины), 7 числились безработными (трое мужчин и четыре женщины). Среди 35 трудоспособных неактивных граждан 11 были учениками либо студентами, 12 — пенсионерами, а ещё 12 — были неактивны в силу других причин.

## Достопримечательности (фотогалерея)

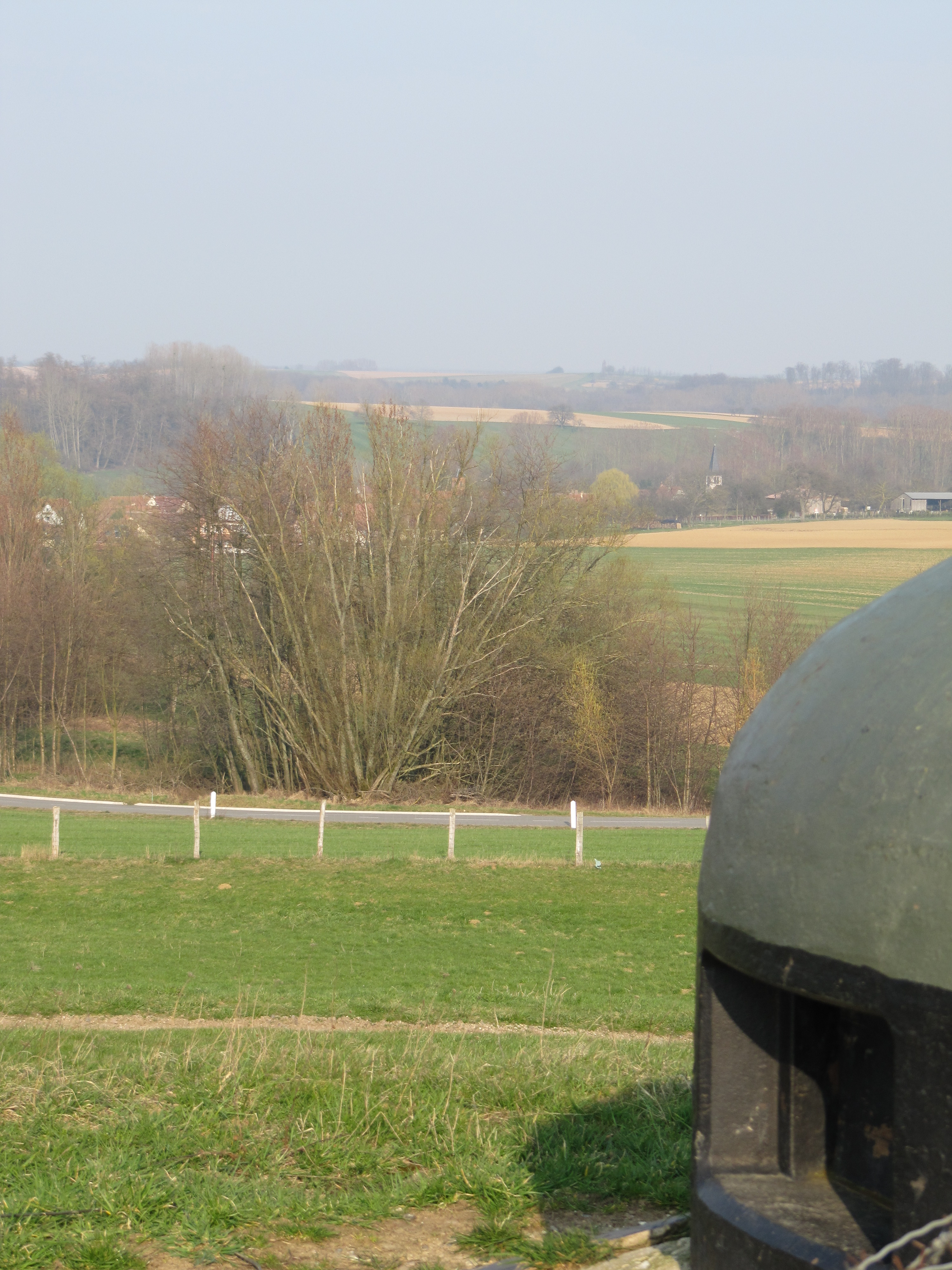
Вид на коммуну с линии Мажино
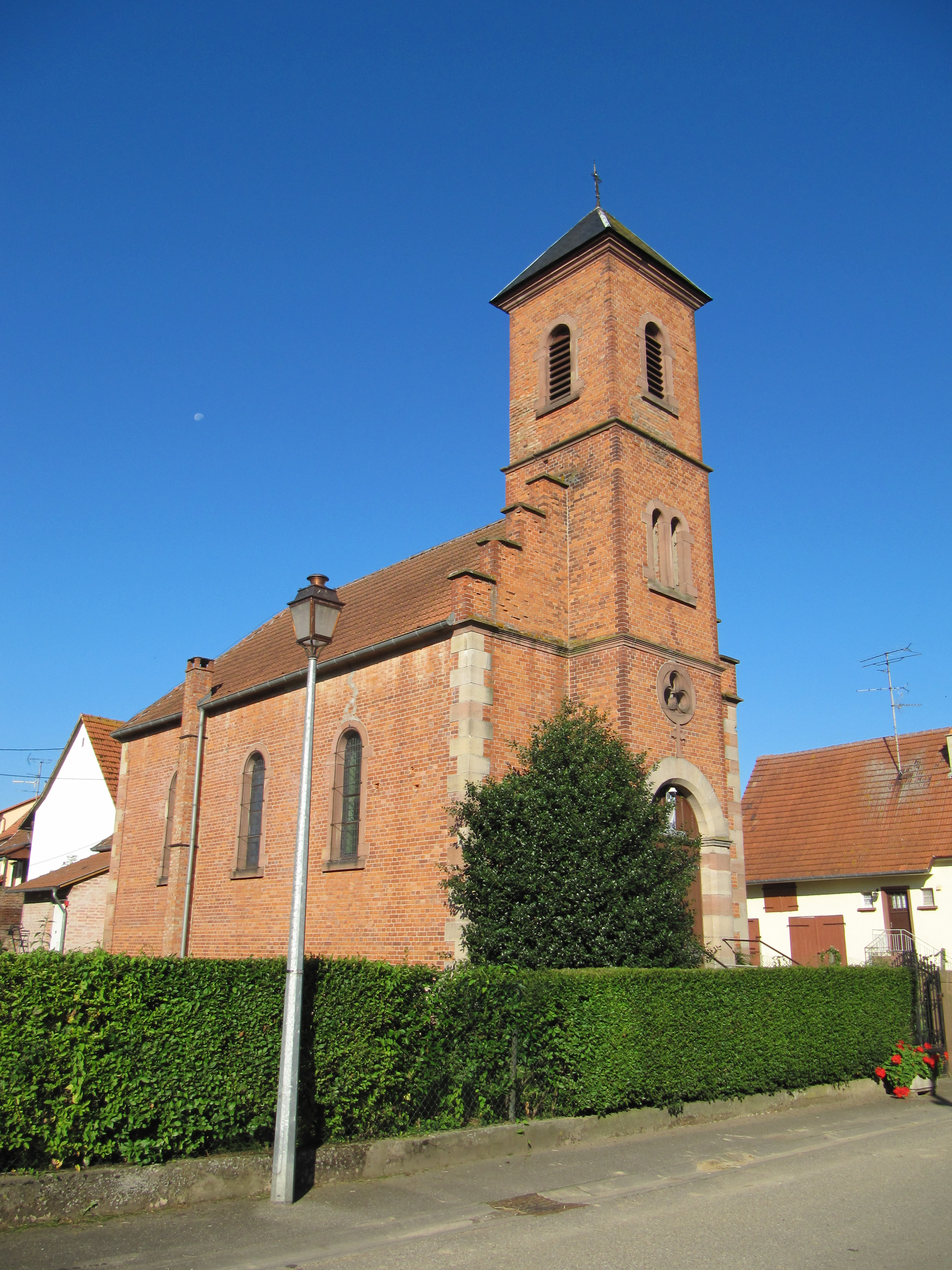
Церковь Сен-Мишель
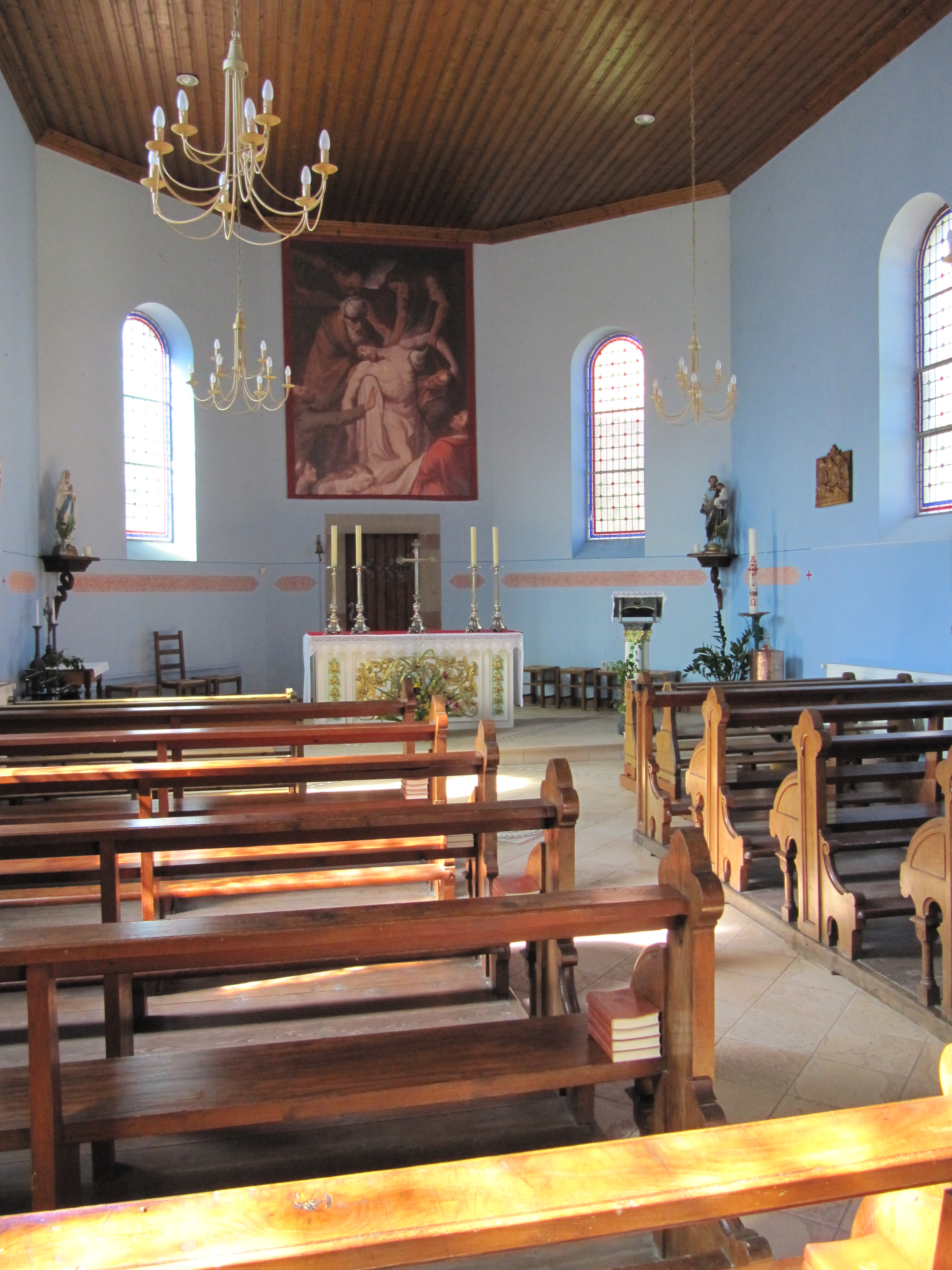
Интерьер церкви Сен-Мишель
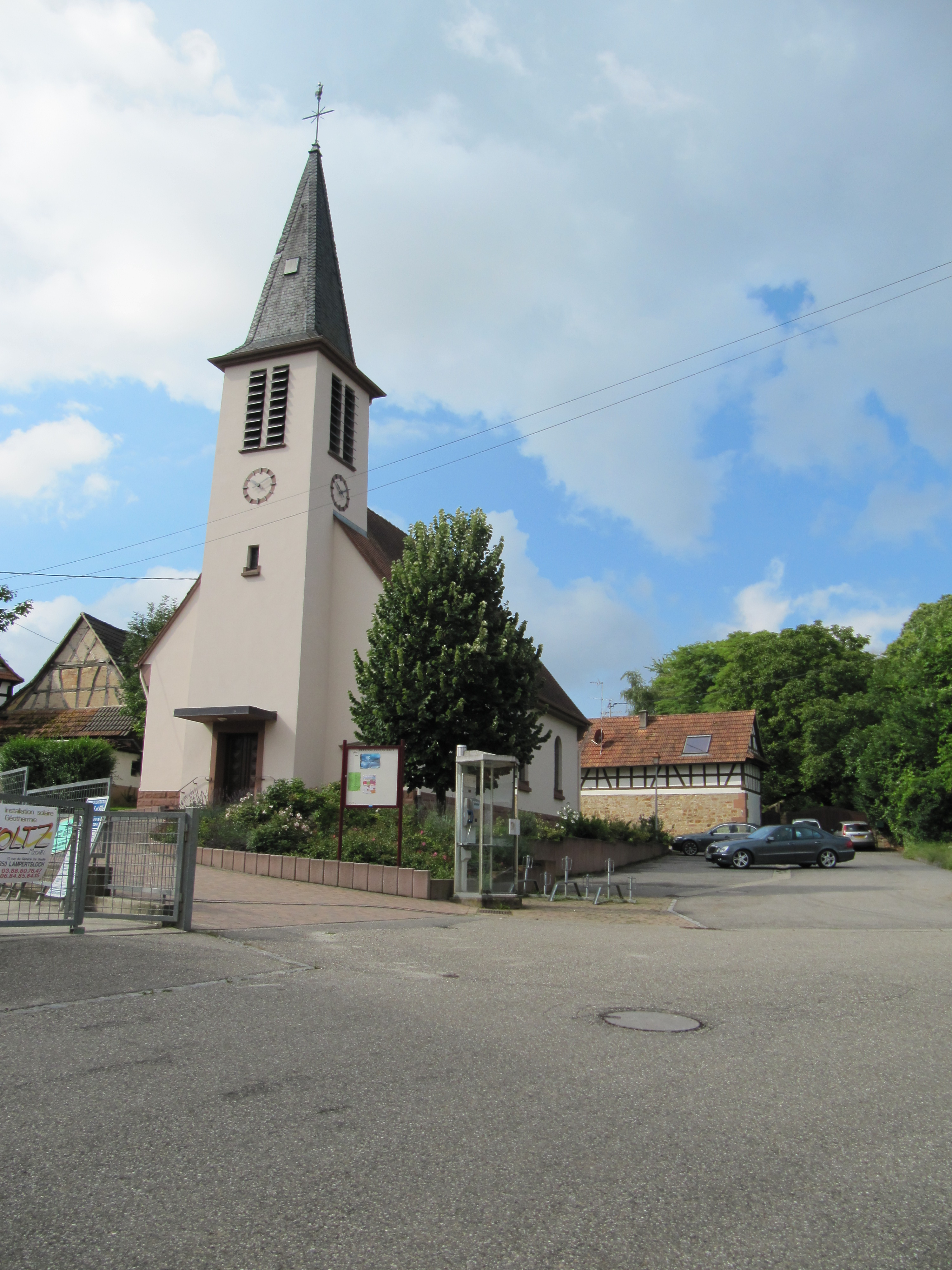
Протестантская церковь